# Stigmatium cicindeloides
Stigmatium cicindeloides is een keversoort uit de familie mierkevers (Cleridae). De wetenschappelijke naam van de soort is voor het eerst geldig gepubliceerd in 1832 door Gray in Griffith.